# Martin Jakubko
Martin Jakubko est un footballeur slovaque né le 26 février 1980 à Chminianska Nová Ves. Il évoluait au poste d'attaquant.

## Carrière
- 1999-2002 :  Tatran Prešov
- 2002-2003 :  ŠK Bukocel Vranov
- 2003-2006 :  Dukla Banská Bystrica
- 2006-2008 :  Saturn Ramenskoïe
- 2008 :  FK Khimki
- 2009 :  FK Moscou
- 2010 :  Saturn Ramenskoïe
- 2010 :  FK Dynamo Moscou
- 2011 :  FK Dukla Banská Bystrica
- 2012-2015 :  Amkar Perm FC
- 2015-2016 :  MFK Ružomberok

## Sélection nationale
- A participé à la Coupe du monde 2010 avec l'équipe de Slovaquie (1 match).